# Liste der Bodendenkmäler in Rosendahl
Die Liste der Bodendenkmäler in Rosendahl enthält die denkmalgeschützten unterirdischen baulichen Anlagen, Reste oberirdischer baulicher Anlagen, Zeugnisse tierischen und pflanzlichen Lebens und paläontologischen Reste auf dem Gebiet der Gemeinde Rosendahl im Kreis Coesfeld in Nordrhein-Westfalen (Stand: September 2017). Diese Bodendenkmäler sind in Teil B der Denkmalliste der Gemeinde Rosendahl eingetragen; Grundlage für die Aufnahme ist das Denkmalschutzgesetz Nordrhein-Westfalen (DSchG NRW).

## Liste
| Bild           | Bezeichnung         | Lage           | Beschreibung | Bauzeit   | Eingetragen seit | Denkmal- nummer |
| -------------- | ------------------- | -------------- | --- | --------- | ---------------- | --------------- |
| weitere Bilder | Turmhügel Barenborg | Holtwick Karte | ehemalige Fortifikationsanlage (Turmhügelburg) an der früheren Straße zwischen Coesfeld und Ahaus, heute Naturschutzgebiet | unbekannt | 13.02.1986       | 1               |
| BW             | Haus Holtwick       | Holtwick Karte | |           | 02.08.2004       | 2               |